# Гламондан
Гламондан (фр. Glamondans) насеље је и општина у источној Француској у региону Франш-Конте, у департману Ду која припада префектури Безансон.
По подацима из 2011. године у општини је живело 189 становника, а густина насељености је износила 19,36 становника/km². Општина се простире на површини од 9,76 km². Налази се на средњој надморској висини од 400 метара (максималној 482 m, а минималној 389 m).

## Демографија
| 1962. | 1968. | 1975. | 1982. | 1990. | 1999. | 2011. |
| ----- | ----- | ----- | ----- | ----- | ----- | ----- |
| 171   | 173   | 135   | 133   | 147   | 153   | 189   |

График промене броја становника у току последњих година